# Scuola dei Pittori
La Scuola dei Pittori abritait l’école de dévotion et de charité de l'art des peintres de Venise. Elle est située fondamenta del Fontegheto dans le sestiere de San Marco.

## L'art des pittori
Les pittori  rassemblaient les artisans peintres.
Le 12 décembre 1682, le sénat a autorisé la fondation de la scuola dei pittori, jusqu'alors inscrite dans l'art mécanique des depentori. Cela a mené à l'établissement d'un Colegio qui, à l'instar de ceux, beaucoup plus anciens, des médecins ou chirurgiens, a permis aux peintres de donner un statut d'art libéral à leur profession. Le saint patron de l'Art était San Luca et San Marco. L'église de référence était l'église Santa Sofia.